# Paadorf (Rötz)
Paadorf ist ein Ortsteil der Stadt Rötz im Landkreis Cham des Regierungsbezirks Oberpfalz im Freistaat Bayern.

## Geografie
Paadorf liegt am Rötzbach, 600 Meter nordöstlich der Bundesstraße 22, 1 Kilometer nordwestlich der Staatsstraße 2150 und 1,8 Kilometer nördlich von Rötz.

## Geschichte
Paadorf wird in keiner Kirchenmatrikel, in keinem Ortsverzeichnis, nicht im Bavarikon und auch nicht in den historischen Karten des Bayernatlas aufgeführt. Das bedeutet, dass Paadorf bis 1987 nicht als eigenständiger Ortsteil von Rötz angesehen wurde. Nur im Ortsteilverzeichnis des Freistaates Bayern wird Paadorf als amtlicher Ortsteil von Rötz aufgeführt. Im Bayernatlas erscheint Paadorf mit den Hausnummern 1 und 2.